# (8224) Fultonwright
(8224) Fultonwright est un astéroïde de la ceinture principale.

## Description
(8224) Fultonwright est un astéroïde de la ceinture principale. Il fut découvert le 6 août 1996 à Prescott par Paul G. Comba. Il présente une orbite caractérisée par un demi-grand axe de 2,80 UA, une excentricité de 0,16 et une inclinaison de 4,3° par rapport à l'écliptique

## Compléments